# Dans från Zalongo

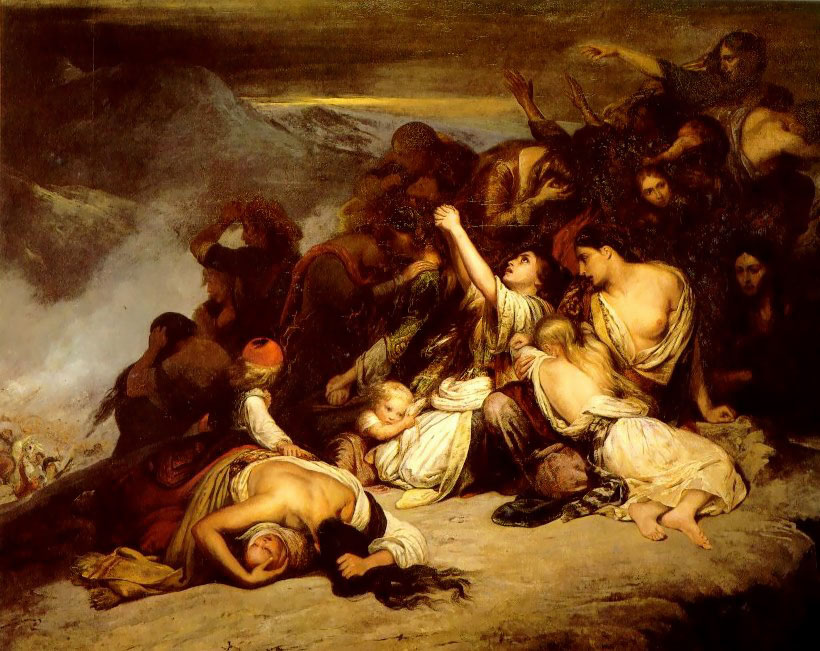
Målningen Les Femmes souliotes av Ary Scheffer (1795-1858), som skildrar 1803 års massjälvmord.

Dans från Zalongo refererar till en dans till minne av det massjälvmord som suliotiska kvinnor begick med sina barn i en by nära Zalongo i Epirus under det suliotiska kriget 1803.